# Ташла (Гафурійський район)
Ташла́ (рос. Ташла, башк. Ташлы) — присілок у складі Гафурійського району Башкортостану, Росія. Адміністративний центр Ташлинської сільської ради.
Населення — 507 осіб (2010; 573 в 2002).
Національний склад:
- башкири — 43%
- росіяни — 29%